# El Nasir Football Club
L'El Nasir Football Club è una società calcistica africana del Sudan del Sud che ha sede a Giuba.
Il club milita nella South Sudan Football Championship.
Nel 2012 ha vinto il suo primo trofeo vincendo la coppa nazionale.

## Rosa
| N. |                          | Ruolo | Calciatore           |
| -- | ------------------------ | ----- | -------------------- |
| 79 | Sudan del Sud (bandiera) | C     | Adnan Nan            |
|    | Sudan del Sud (bandiera) |       | Pascal Samuel Baraka |

## Stadio
Il club gioca le gare casalinghe allo Juba Stadium che ha una capacità di 12000 posti a sedere.

## Palmarès
- South Sudan National Cup: 1

2012

## Competizioni CAF
- CAF Confederation Cup: 1 partecipazione

2013 - Turno preliminare